# Niemy świadek
Niemy świadek (ang. Dumb Witness lub Poirot Loses a Client) – powieść kryminalna Agathy Christie, wydana po raz pierwszy w 1937 roku.

## Opis fabuły
Herkules Poirot otrzymuje list z prośbą o pomoc od starszej damy, Emilii Arundell. Kobieta pisze, że miał miejsce zamach na nią i obawia się o swoje życie. Detektyw, zaintrygowany tajemniczą formą listu, postanawia przybyć na wezwanie. Jednak kobieta jest już martwa. Wszystko wskazuje na to, że była to śmierć naturalna, lecz Poirot przez wzgląd na wysłaną do niego wiadomość ma inne zdanie. Okazuje się, że ofiara przed śmiercią poróżniła się ze swoją rodziną, której konsekwentnie odmawiała pożyczek. Po odczytaniu testamentu wyszło też na jaw, że panna Arundell wydziedziczyła całą swoją rodzinę, swój niemały majątek zapisując wiernej damie do towarzystwa, Wilhelminie Lawson.

## Rozwiązanie
Sprawczynią jest jedna z siostrzenic ofiary, Bella Tanios. Chciała ona wraz z dziećmi odejść od swojego męża, lecz nie miała na to wystarczających środków. Postanowiła zatem popełnić morderstwo, licząc na odziedziczone po ciotce pieniądze. Nie wiedziała jednak o tym, że panna Arundell przed śmiercią spisała inny testament. Kiedy Poirot domyśla się wszystkiego, pisze do morderczyni list z informacją, że prawda wyszła na jaw. Wyczerpana psychicznie Bella popełnia samobójstwo.